# Elisabeth Thalmann
Elisabeth Thalmann, auch Beth Thalmann (* 11. April 1918 in Zürich; † 3. Februar 2000 ebenda) war eine Schweizer Künstlerin, die mit Malerei, Wandbild, Collage, Tuschezeichnung und Objektkunst arbeitete.

## Leben und Werk
Elisabeth Thalmann stammte aus einer Wirtefamilie. Ihr Vater war Chefkoch in grossen Hotels und führte als Zunftwirt das Zunfthaus zur Waag in Zürich. In der «Waag» wurde sie auch geboren und wuchs in Zürich auf.
Sie besuchte während fünf Jahren die Kunstgewerbeschule in Zürich und schloss bei Otto Morach mit einem aussergewöhnlichen Zeugnis ab.
Sie erlangte das Diplom als Zeichnerin und Entwerferin. Neben dem obligatorischen Fachunterricht, Zeichnen und Entwerfen für Textilien, hat sie sich mit dem Entwerfen von Dekorationen für Keramik, Schaufenster, Messestände, Wanddekorationen, Dekorationen für festliche Anlässe beschäftigt.
Im Schlusszeugnis erwähnte der Fachlehrer O. Morach: «In meiner 24-jährigen Tätigkeit als Lehrer für dekoratives Entwerfen an der kunstgewerblichen Abteilung der Gewerbeschule Zürich hatte ich nur ganz selten eine Schülerin mit einem so guten Farbensinn, wie ihn Fräulein Thalmann besitzt.»
Sie hatte 1938 einen Studienaufenthalt in Rom. 1942 war sie Hospitantin bei E. Gubler und nebenbei tätig als Stickereizeichnerin. 1949–1951 liess sie sich in Paris an den Akademien von André Lhote und Fernand Léger sowie an der Académie de la Grande Chaumière unterrichten. Kurse bei Oskar Dalvit erhielt sie in Zürich.
Stipendien bekam sie von der Stadt Zürich 1957 und von der Füllemann-Stiftung 1956.
Außerdem erhielt sie einen 3. Preis für den Entwurf einer Wanddekoration im Rathaussaal von Aarau und einen 2. Preis bei einem Plakatwettbewerb innerhalb der GSMBK.

## Ausstellungen
Elisabeth Thalmanns Werke wurden gezeigt in Einzelausstellungen von Galerien in Zürich (BENO, 1959, 1962/1963, 1969), Basel (Hilt, 1966), Wien (Foitl, 1970) u. a., 1992 Keltenkeller,
In Gruppenausstellungen war sie vertreten im Kunsthaus Zürich (1961, 1967, 1968, 1976, 1981, 1986, 1989), im Helmhaus Zürich (1951, 1956–1959, 1966, 1990), im Kunstmuseum Bern (1964). Im September 1964 nahm sie an der Vernissage des peintres zurichois anlässlich der Expo 64 in Lausanne teil. Palais des Expositions, Genève (1973), 7. bis 29. Juli 1973 mit GSMB+K, Nov. 1992, 1993: Vogtei Herrliberg,
In Frankreich hatte sie ab 1972 Einzel- und Gruppen-Ausstellungen vor allem in und um Rouen (Normandie).